# Tanulási akadályozottság
A tanulási akadályozottság a hazai gyógypedagógiai szaknyelvben az utóbbi években terjedő megnevezés. Azon szakkifejezés, amelyet egyrészt a tanulási képességet vizsgáló szakértői és rehabilitációs bizottság által enyhén értelmi fogyatékosnak minősített gyermekek, másrészt az általános iskolában tanulási problémákkal küszködő gyermekek csoportjának megjelölésére használnak.
A tanulási akadályozottság elsősorban az oktatási helyzetben, tanulási szituációban jelent problémát, nem terjed ki az egyén egész életvitelére, hiszen az enyhén értelmi fogyatékos személyek önálló életvezetésre képessé válnak, társadalmi beilleszkedésük segítségnyújtással, szociálpolitikai intézkedéssel sikeres lehet.
Mesterházi Zsuzsa: „a tanulásban akadályozottak csoportjába tartoznak azok a gyermekek, akik az idegrendszer biológiai és/vagy genetikai okokra visszavezethető gyengébb funkcióképességei, illetve a kedvezőtlen környezeti hatások folytán tartós, átfogó tanulási nehézségeket, tanulási képességzavart mutatnak.”
A Pedagógiai Lexikon meghatározása: „a tanulásban akadályozottak: mindazok a gyermekek és fiatalok, akik a tanulási képesség fejlődési zavara következtében tartósan és feltűnően nehezen tanulnak. A tanulásban akadályozottak a hazai gyógypedagógia új szakkifejezése, amelyet az enyhén értelmi fogyatékos, valamint a nehezen tanuló gyermekek csoportjának megjelölésére kezdenek használni. Kialakulásának hosszú folyamata van. A fejlődést akadályozó okok nem kizárólag a gyermek biológiai pszichológiai adottságaiban keresendők, hanem igen gyakran a családi, iskolai, szociális- kulturális környezet kedvezőtlen hatásaiban. … Ők azok, akik az általános iskolába járó nehezen tanuló gyermekek közül a leggyengébbek, illetve azok, akik a tanulási sikertelenségeik súlyossága folytán többnyire az eltérő tantervű általános iskolában tanulnak. A tanulási akadályozottság változtatható állapot. A folyamatosan ható kiváltó okok feltárásával, ezek kedvező irányú befolyásolásával a tanulási akadályozottság részben megelőzhető, részben súlyosságának mértéke csökkenthető.”

## Szociális alapok
A XX. század derekától kezdve a követelmények növekedésével kialakult egy olyan gyermekcsoport az általános iskolákban, akik nem tudnak eredményesen tanulni, viszont nem felelnek meg az enyhe értelmi fogyatékosság kritériumainak. (idegrendszeri károsodás és 70 alatti IQ). Ezek a gyermekek gyakran kerülnek a tanulásban akadályozottak osztályaiba.
Kutatások sora igazolta hazánkban is, hogy az eltérő szociokulturális környezetből származó gyermekek készségeinek, képességeinek fejlettségében jelentős különbségek vannak. Magyarországon kirívóan erős az összefüggés a gyermekek iskolai teljesítménye és társadalmi háttere között az OECD-országokhoz képest.
Statisztikai tényként kezelhető, hogy az alacsonyabb társadalmi státusú családok gyermekei (illetve a roma családok gyermekei) középosztálybeli társaiknál átlagosan nagyobb nehézségekkel indulnak neki az általános iskolának, melyet az adott iskola nemhogy enyhítene, olykor még ezeket a nehézségeket, deficiteteket mélyíti is.

### WHO szerinti értelmezés
A WHO 1980-ban elfogadott osztályozási rendszere az általánostól eltérő fejlődésű gyermeket/felnőttet alapvetően három gyakorlati terület szempontjából vizsgálja. Ez az új, többdimenziós megközelítés határkőnek számított a magyar gyógypedagógiai gondolkodás megújulásában is. Az irreverzibilis fogyatékos állapot értelmezés helyébe a fogyatékossági folyamat értelmezése lépett. Biológiai, organikus szinten, tehát a szervezet szintjén sérülésről, károsodásról beszélünk, a pszichés funkciók, képességek szintjén pedig képesség-, illetve funkciózavarokról. A definíció tartalmazza a harmadik, a szociális szintet is, hiszen a megváltozott fejlődésmenetnek komoly kihatása van a szocializációra, és így beilleszkedési zavar, társadalmi hátrány keletkezik.
Ez a WHO-definíció még mindig egyenes vonalú oksági láncként fogta fel a biológiai, a pszichés és a szociális szintek összefüggéseit. Eszerint a fogyatékosság az egyén individuális minősége.
A WHO 2011-es klasszifikációja az 1980-as „fogyatékossági folyamat” értelmezés kritikájából indult ki, amelynek fő elemei a kontextus faktorok jelentőségének elhanyagolása, a lineáris folyamatértelmezés, valamint a továbbra is megmaradt medicinális megközelítés voltak. Hivatalos magyar fordítása „A funkcióképesség, a fogyatékosság és egészség nemzetközi osztályozása (FNO)” címen jelent meg (2004).
Ez az osztályozási rendszer a fogyatékosság három szintje, az organikus, a funkcionális és a szociális szint kölcsönhatását hangsúlyozza.

## A tanulási problémák, nehézségek leggyakoribb típusai

### Enyhe értelmi fogyatékosság
Az értelmi fogyatékosság egyik alcsoportját képezik. Az enyhén értelmi fogyatékosok személyiségfejlődési zavara, akadályozottsága az idegrendszer enyhe, különféle eredetű, örökölt vagy korai életkorban szerzett sérülésével és/vagy funkciózavarával függ össze. Általában arányos, ép megjelenés jellemzi őket. Felnőttkori beilleszkedésük sikeresnek mondható – családot alapítanak, dolgoznak –, általában önálló életvitelre képesek.

### Tanulási nehézség
Általában csak egyes iskolai tanulási helyzeteket érint átmeneti jelleggel, (hosszabb betegség miatti lemaradás, családi problémák miatt bekövetkező tanulási visszaesés) és többnyire a „normál” pedagógia eszközeivel is megszüntethető (korrepetálás, differenciált fejlesztés).

### Tanulási zavar
Ha a gyermeknél egy képességterület működésében – különösen az olvasás, írás, számolás elsajátításával – tartós és súlyos problémák jelentkeznek (diszlexia, diszgráfia, diszkalkulia). Csökkentéséhez és korrekciójához általában speciális szakemberre valamint speciális terápiás eljárások alkalmazására van szükség.

### Tanulási akadályozottság
Több területet érintő, mélyreható, tartós és súlyos pedagógiai problémáról van szó, amely erősen megnehezíti, vagy lehetetlenné teszi a hagyományos általános iskolai feltételek közötti fejlesztést.

## A tanulási akadályozottság rendszerelméleti modelljei

### Statikus-deficitorientált modellek
Az enyhe értelmi fogyatékosság, mint irreverzibilis károsodás
- Orvosi-biológiai modell – biológiai, endogén, exogén tényezők által kiváltott károsodás és fejlődészavar
- Pszichológiai modell – az IQ alapján meghatározott, intelligenciahiány, illetve intelligenciasérülés

### Dinamikus-személyközpontú modellek
A tanulási akadályozottság (ezen belül, mint enyhe értelmi fogyatékosság), mint megváltoztatható, befolyásolható tényező
- Társadalomtudományi-szociológiai modell – a szociokulturális feltételek figyelembe vétele, és ezek megfelelő alakításával a társadalmi elkülönülés megszüntetése
- Pedagógiai modell – (gyógy)pedagógiai hatásrendszerrel történő segítés és fejlesztés, elsősorban integrált feltételek között

## Deficitelmélet
Az enyhe értelmi fogyatékosságot, illetve a tanulási akadályozottságot az egyénben kialakuló hiányosságként, hibaként értelmezi. E szemléletmód középpontjában a „hiba” kiküszöbölése, a gyermekeknek az átlaghoz közelítése, az „elmaradott” területek célirányos korrekciója áll.

## A tanulásban akadályozottak tanulási folyamatainak jellemzői
- Észlelés eltérései közé sorolhatók az egyensúlyészlelés (vesztibuláris rendszer) zavarai, mint pl. bizonytalanság a nehézségi erő észlelésében, illetve az egyensúlyingerek elégtelen vagy éppen túlzott észlelése
- Taktilis- kinesztetikus észlelés eltérései közé tartozik, ha a gyermek feltűnően kerüli az érintkezést, a simogatást, a tárgyakat alig fogja meg illetve túlzottan keresi a taktilis ingereket. A belső érzékelés területén kevéssé észleli önmagát, erősebb ingereket igényel, nem vagy hiányosan észleli saját testtartását.
- Auditív észlelés terén eltérések mutatkozhatnak az irányhallásban, a hangok differenciálásában, az alak-háttér észlelésben, a forma és térészlelésben, a szerialitásban, esetleg látótérkiesésben.
- Mnesztikus funkciók terén problémát jelenthet a tartós figyelem, a különböző jelrendszerek (kódok) használata, az emlékezeti teljesítmény csökkenése, a munkamemória kapacitásának eltérése, a munkamemória és tartós memória gyengesége.
- A kivitelezés és végrehajtás problémái elsősorban motorikus területen jelentkeznek. Megfigyelhetők az izomtónus zavarai – az izomzat gyenge, petyhüdt, erőtlen, vagy ellenkezőleg, az izmok feszültsége túl magas, a gyermek egész teste feszes, mozgása görcsös. A mozgások kivitelezése mindkét esetben fárasztó. A nagymozgások zavarai főként a testtartásban, az állásban, az egyensúlyreakcióban, a mozgások koordinálásában mutatkoznak meg.
- A finommotorika problémái közül legfeltűnőbbek a kéz és az ujjak mozgásának eltérései (remegés, görcsösség, tárgyak bizonytalan fogása, ügyetlenség). Emellett nehézkes lehet a szájkörnyéki izmok működtetése (artikuláció, fújás, fütyülés), valamint a szemkörnyéki izmok mozgatása (fixálása, a szemkövető mozgása).
- A cselekvés tervezését és irányítását befolyásolhatja a gyengén fejlett testséma, a saját testen való tájékozódás nehézsége, a kialakulatlan laterális dominancia, a két oldal koordinációjának nehézkessége, a motorikus hiperaktivitás vagy éppen motoros gátoltság, a mozgások kivitelezésének lelassultsága.
- A szociális-emocionális területen mutatkozó eltérések részben okai, részben következményei is lehetnek a tanulási nehézségeknek.

## A tanulásban akadályozott gyermekek jellemzői pedagógiai szempontból
- a tanuló nehezen ért meg és hajt végre utasításokat
- figyelme rövid ideig tart, könnyen elterelhető
- hiperaktív és impulzív
- nehézséget mutat a kézírás, általában a finommotorika területén
- nehezen jegyez meg szavakat és elemi matematikai tényeket
- nehezen osztja be idejét, és szervezi meg munkáját
- bonyolultabb tevékenységek végzésére motiválatlan
- nehezen bontja hangokra a szavakat, illetve építi fel hangokból azokat
- keveri a hasonló betűket és szavakat
- hallása és beszéde megfelelő, azonban olvasásmegértése gyenge
- nehézséget mutat képek, szavak, számok gyors megnevezését igénylő feladatokban
- sikertelenül alkalmaz tanulási stratégiákat
- a megfigyelést, gondolkodást igénylő feladatokban jobban függnek a környezetüktől
- hajlamosabbak impulzív reakciókra
- rövidtávú memóriájuk teljesítménye alacsonyabb
- az olvasási és matematikai teljesítményt a rövid távú memóriánál is jobban befolyásolja a munkamemória fejlettsége
- hiányosságokat mutatnak a metakogníció területein

## Előfordulási gyakoriság
Az általános iskolába járó, tanulási kudarcokat mutató, nehezen tanuló gyermekek a tanköteles népesség 10-15%-át alkotják.
- Tanulási nehézségekkel küzdő gyermekeknél a tanköteles népesség 10%-ánál fordul elő.

- Tanulási zavar esetén a tanköteles népesség 2-3%-át érinti.

- Tanulásban akadályozottaknál a tanköteles népesség 3-6%-a (attól függően, hogy a diagnosztizált enyhe fokú értelmi fogyatékosság vagy a halmozottan hátrányos helyzet következtében kialakuló tanulási akadályozottság előfordulási gyakoriságát számítjuk).

## Megelőzés
Hosszan tartó, rendszeres és intenzív gyógypedagógiai fejlesztés és terápia, a tanulási képesség szintjéhez igazodó tanulási módszerek folyamatos alkalmazása, a szociális hátrányok-lehetőségekhez mért- csökkentése, az egészségi állapot folyamatos ellenőrzése, a tanulási motiváció kialakítása és megerősítése, a korábbi stigmatizációs hatások kompenzálása.

## Neves alakok
- Frim Jakab
- Szenes Adolf
- Berizna János
- Roboz József
- Éltes Mátyás
- Ranschburg Pál
- Bárczi Gusztáv
- Illyés Gyuláné dr. Kozmutza Flóra
- Lányiné Engelmayer Ágnes